# Bahrains Grand Prix 2006
Bahrains Grand Prix 2006 var det första av 18 lopp ingående i formel 1-VM 2006.

## Rapport
Båda Ferraribilarna stod i första startledet, men Felipe Massa passerades tidigt av Fernando Alonso. Alonso ledde loppet med god marginal före Michael Schumacher när han gjorde sitt andra och sista depåstopp. Han visste att hans enda möjlighet att vinna loppet var att göra ett lyckat depåstopp. Loppet avgjordes när Alonso lyckades komma ut före Schumacher med bara någon meter tillgodo. Schumacher, som var tvungen att släppa ut Alonso, jagade men fick aldrig något tillfälle att köra om. Alonsos segermarginal blev 1,2 sekunder. Kimi Räikkönen avancerade från den sista startrutan till en slutlig tredje plats.

## Resultat

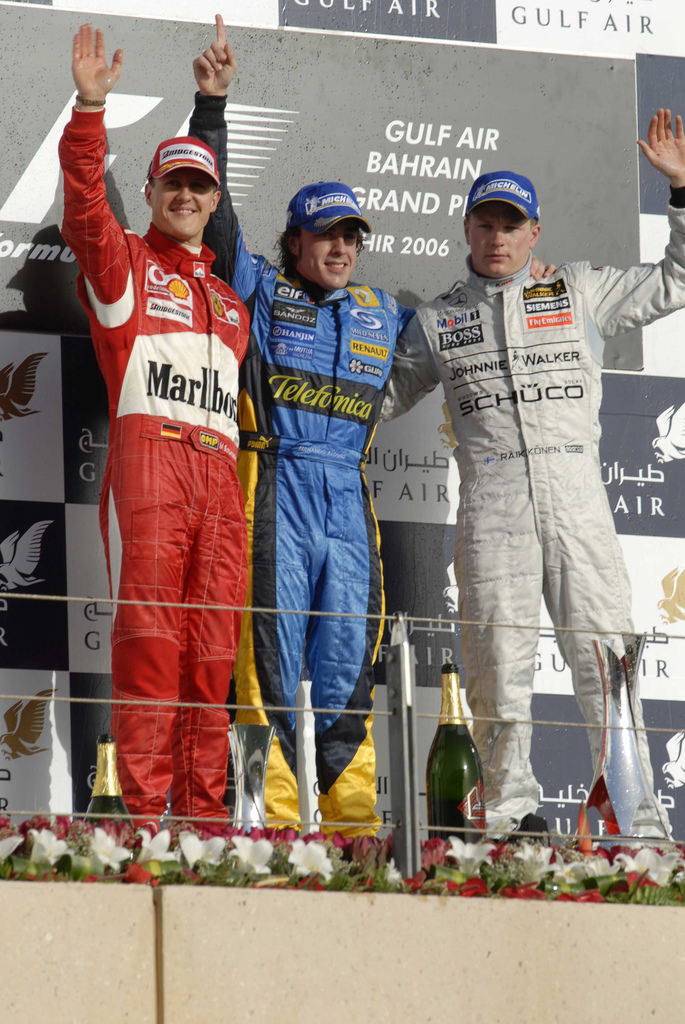
Prispallen i Bahrain 2006

1. Fernando Alonso, Renault, 10 poäng
2. Michael Schumacher, Ferrari, 8
3. Kimi Räikkönen, McLaren-Mercedes, 6
4. Jenson Button, Honda, 5
5. Juan Pablo Montoya, McLaren-Mercedes, 4
6. Mark Webber, Williams-Cosworth, 3
7. Nico Rosberg, Williams-Cosworth, 2
8. Christian Klien, Red Bull-Ferrari, 1
9. Felipe Massa, Ferrari
10. David Coulthard, Red Bull-Ferrari
11. Vitantonio Liuzzi, Toro Rosso-Cosworth
12. Nick Heidfeld, BMW
13. Scott Speed, Toro Rosso-Cosworth
14. Ralf Schumacher, Toyota
15. Rubens Barrichello, Honda
16. Jarno Trulli, Toyota
17. Tiago Monteiro, MF1-Toyota
18. Takuma Sato, Super Aguri-Honda

### Förare som bröt loppet
- Yuji Ide, Super Aguri-Honda (varv 35, mekaniskt)
- Jacques Villeneuve, BMW (29, motor)
- Giancarlo Fisichella, Renault (21, hydraulik)
- Christijan Albers, MF1-Toyota (0, drivaxel)